# Muhammad Alí Džinnáh
Muhammad Alí Džinnáh (25. prosince 1876 Karáčí – 11. září 1948 Karáčí) byl pákistánský politik, zakladatel státu Pákistán.
Od roku 1906 byl členem strany Indický národní kongres. V letech 1920–1934 byl předsedou Muslimské ligy. Roku 1937 zformuloval teorii dvou národů, která se stala základnou pro myšlenku vytvoření samostatného muslimského státu po rozpadu Britské Indie, jímž se stal Pákistán, jehož byl v letech 1947–1948 prvním generálním guvernérem.
Den jeho narození je v Pákistánu státním svátkem. Je po něm pojmenováno mezinárodní letiště Džinnáh v Karáčí, největší letiště Pákistánu.

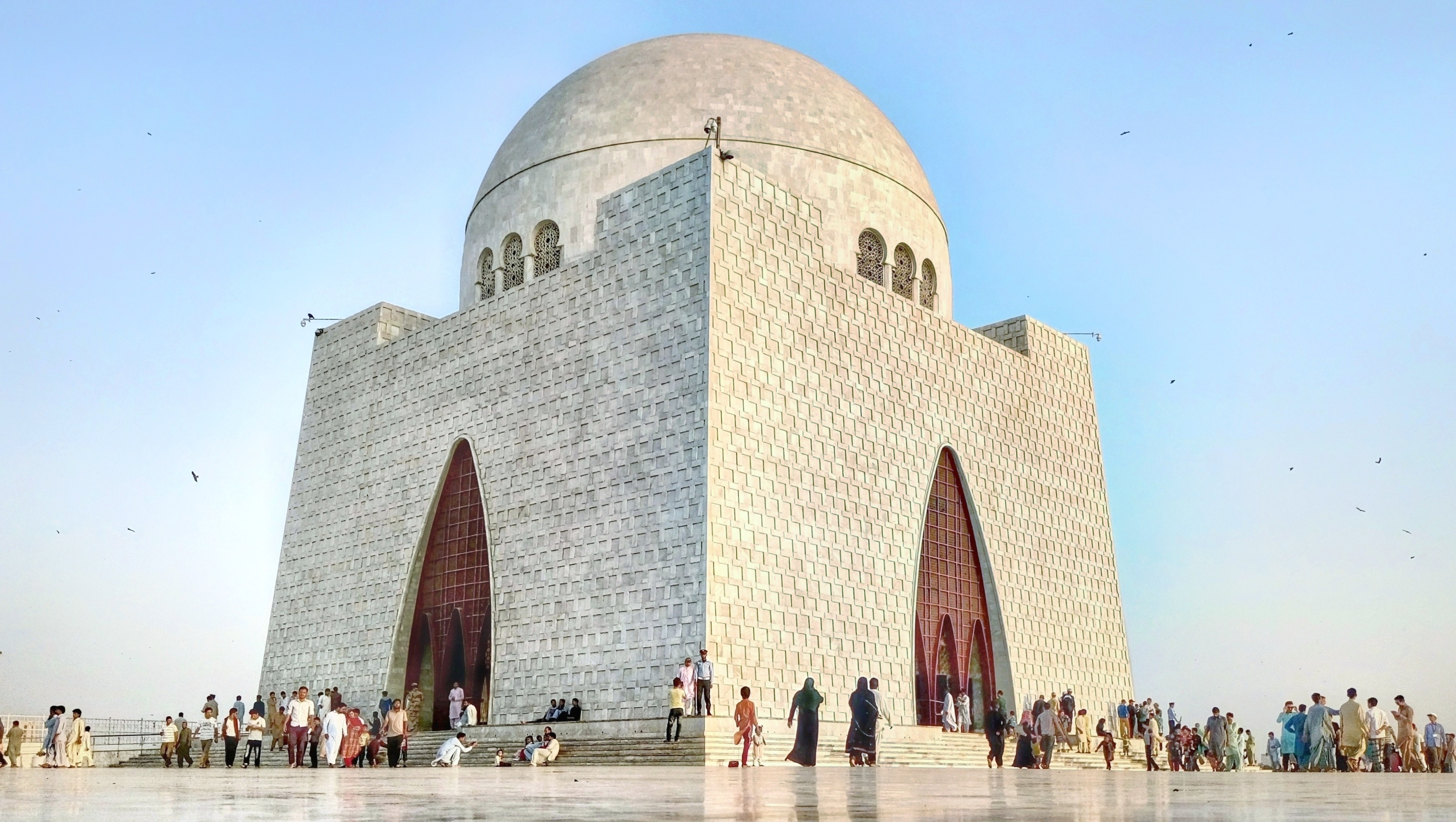
Džinnáhovo mauzoleum v Karáčí